# Hyundai Super Truck
Hyundai Super Truck (хангыль:현대 슈퍼트럭) — крупнотоннажный грузовой автомобиль, изготавливаемый с 1997 по 2004 год компанией Hyundai. Вытеснен с конвейера моделью Hyundai New Power Truck. Большинство моделей отличаются друг от друга эмблемой Hyundai Truck впереди и эмблемой Hyundai сзади.
В Северной Америке, Японии, Азиатско-Тихоокеанском регионе, на Ближнем Востоке в Африке и Южной Америке конкурентами являются Bering HDMX, Daewoo Novus, Daewoo Chasedae Truck, Samsung Big Thumb (также известный как S350 / S250). 